# كوينسي جونز
كوينسي ديلايت جونز الابن  (بالإنجليزية: Quincy Delight Jones, Jr.)‏ (1933-2024) هو منتج أسطوانات وقائد أوركسترا وموزع ومؤلف موسيقى أفلام ومنتج تلفزيوني أمريكي. امتد مشواره الفني لخمسة عقود في مجال الترفيه رُشِّح فيها تسع وسبعون مرة لجائزة غرامي، 27 جائزة غرامي، بما في ذلك جائزة أسطورة غرامي في عام 1991م.
وفي عام 1968م، أصبح جونز وشريكه كاتب الأغاني بوب راسيل أول أمريكيان من أصل أفريقي يترشحا لجائزة الأوسكار لأفضل أغنية أصلية «عيون الحب» من الفيلم الذي أنتجته شركة يونيفرسال بيكتشرز «المنع» (بالإنجليزية: Banning)‏. وفي نفس العام، أصبح جونز أول أمريكي من أصل إفريقي يترشح لمرتين خلال العام الذي رُشِّح فيه لجائزة الأوسكار لأفضل موسيقى تصويرية لعمله في موسيقى الفيلم المُنتج عام 1967م «بدم بارد». وقد حظي جونز في عام 1971م بشرف أن يكون أول أمريكي من أصل إفريقي يصبح قائد جوقة حفل توزيع جوائز الأوسكار. كان جونز أول أمريكي من أصل إفريقي يفوز بجائزة الأكاديمي جين هيرشولت للإنسانية (بالإنجليزية: Jean Hersholt Humanitarian Award)‏ في عام 1995م. وهناك ارتباط بينه وبين مصمم الصوت ويلي دي بورتون كأكثر الأمريكان الأفارقة الذين رُشِّحوا لجوائز الأوسكار، فكلاهما رُشِّح سبعة مرات. وفي حفل توزيع جوائز بي إي تي عام 2008م، قُدِّمت جائزة الإنسانية لكوينسي جونز. عزف لارنز تيت موسيقاه في فيلم السيرة الذاتية الذي أُنتج عام 2004م عن ري تشارلز بنوان «ري».
فضلاً عن ذلك، كان جونز منتج ألبوم Thriller، لأيقونة موسيقى البوب مايكل جاكسون، والذي حقق مبيعات بلغت أكثر من 110 مليون نسخة في جميع أنحاء العالم، كما كان منتجًا وقائدًا للأوركسترا في الأغنية الخيرية «نحن العالم» والأغنية الدولية الخيرية «بكرا».

## وصلات خارجية
- كوينسي جونز على موقع IMDb (الإنجليزية)
- كوينسي جونز على موقع ميتاكريتيك (الإنجليزية)
- كوينسي جونز على موقع الموسوعة البريطانية (الإنجليزية)
- كوينسي جونز على موقع روتن توميتوز (الإنجليزية)
- كوينسي جونز على موقع مونزينجر (الألمانية)
- كوينسي جونز على موقع قاعدة بيانات الأفلام العربية
- كوينسي جونز على موقع ألو سيني (الفرنسية)
- كوينسي جونز على موقع ميوزك برينز (الإنجليزية)
- كوينسي جونز على موقع رولينغ ستون (الإنجليزية)
- كوينسي جونز على موقع تيرنر كلاسيك موفيز (الإنجليزية)